# 골목 안 사람들
《골목 안 사람들》은 2002년 1월 14일부터 2002년 6월 1일까지 방영된 한국방송공사 2TV 아침드라마이다.

## 등장 인물

### 주요 인물
- 이정길 : 정덕수[감초영감](56세) 역
- 선우은숙 : 안 여사(50세) 역
- 박은영 : 정하영(28세) 역
- 선우재덕 : 강현우(37세) 역

### 하영네 인물
- 정민 : 정택주(27세) 역
- 김혜경 : 정채영(18세) 역
- 김민정 : 민 간호사(민계향)(25세) 역

### 현우네 인물
- 태현실 : 윤 여사(58세) 역
- 미상 : 강한샘(7세) 역
- 김가연 : 강현지(29세) 역
- 이현경 : 최 간호사(최윤정)(30세) 역

### 그 외 인물
- 오수민 : 성희진(24세) 역
- 장준하 : 이석종(31세) 역
- 박인환 : 박팽조(박보따리)(57세) 역
- 박누리 : 박누리(7세) 역
- 김용선 : 한여사(50세) 역
- 방경림 : 최영미(28세) 역
- 미상 : 세리진(30대중반) 역
- 이준 : 삼식이(유삼식)(18세) 역
- 이한위 : 성만희 역
- 김성은 : 민지(12세) 역
- 진봉진 : 석종 부 역
- 남윤정 : 석종 모 역
- 박형선

| 한국방송공사 2TV 아침드라마                       | 한국방송공사 2TV 아침드라마                       | 한국방송공사 2TV 아침드라마                        |
| 이전 작품                                         | 작품명                                            | 다음 작품                                          |
| ------------------------------------------------- | ------------------------------------------------- | -------------------------------------------------- |
| 동서는 좋겠네 (2001년 8월 27일 ~ 2002년 1월 12일) | 골목 안 사람들 (2002년 1월 14일 ~ 2002년 6월 1일) | 색소폰과 찹쌀떡 (2002년 6월 3일 ~ 2002년 12월 7일) |